# Ponte Suspensa Denham
A Ponte Suspensa Denham, também conhecida como Ponte Riacho Garraway, é uma passarela na Guiana que liga Mádia a Bartica. Esta ponte suspensa foi construída sobre o Rio Potaro em uma área conhecida como riacho Garraway por um engenheiro civil escocês e empreiteiro geral, John Aldi, a 6 de novembro de 1933.
O nome da ponte foi o governador da Guiana Britânica (1930–1935), Sir Edward Brandis Denham (1876–1938), que abriu a ponte com uma tesoura de ouro de acordo com o Montreal Gazette. A ponte e o caminho deveriam encurtar a jornada para os campos de ouro de Potaro em cinco dias. Mais tarde, os mineiros chamariam a ponte de Cassandra Crossing.
Em janeiro de 2020, a ponte foi reabilitada e reaberta para veículos ligeiros até 10 toneladas. A ponte foi declarada monumento regional.